# Szákszend
Szákszend là một thị trấn thuộc hạt Komárom-Esztergom, Hungary. Thị trấn này có diện tích 35,93 km², dân số năm 2010 là 1537 người, mật độ 43 người/km².